# Aeroportul Sault Ste. Marie
Aeroportul Sault Ste. Marie (IATA: YAM, ICAO: CYAM) este un aeroport din Ontario, Canada ce deservește zona Sault Sainte Marie. Aeroportul a fost tranzitat în 2020 de 56.768 de pasageri. A fost numit după zona deservită.
Situat la o altitudine de 193 m, aeroportul dispune de o singură pistă.